# Mont Méru
Pour les articles homonymes, voir Meru (homonymie).
Ne pas confondre avec le mont Meru, montagne mythique considérée comme l'axe du monde dans les mythologies persane, bouddhique, jaïne et hindoue.
Ne pas confondre avec le pic Meru, un sommet du Nord de l'Inde.
Le mont Méru est un volcan du Nord de la Tanzanie qui surplombe la ville d'Arusha. Avec 4 565 mètres d'altitude, il est le troisième sommet du pays par l'altitude et le neuvième sommet d'Afrique,. En forme de fer à cheval ouvert vers l'est, le mont Méru a connu sa dernière éruption en 1910, faisant de lui un volcan toujours considéré comme actif.
Mont Méru est son nom traditionnel. Socialist Peak, son nom officiel, lui a été donné dans les premières années de la période socialiste en Tanzanie mais il est aujourd'hui peu utilisé. Il est aussi appelé Black Mountain et Ol Doinyo Orok.

## Relief

### Situation

Carte topographique du mont Méru et du Kilimandjaro.

Le mont Méru fait partie de la branche orientale de la vallée du Grand Rift qui parcourt l'Est du continent africain du nord au sud. Il se situe dans le Nord de la Tanzanie, à 70 kilomètres à l'ouest-sud-ouest du Kilimandjaro et à une vingtaine de kilomètres au nord-nord-est de la ville d'Arusha qu'il surplombe du haut de ses 4 565 mètres d'altitude.
Il est inclus dans le parc national d'Arusha créé en 1967 et couvrant également le cratère Ngurdoto et les lacs Momela.

### Topographie

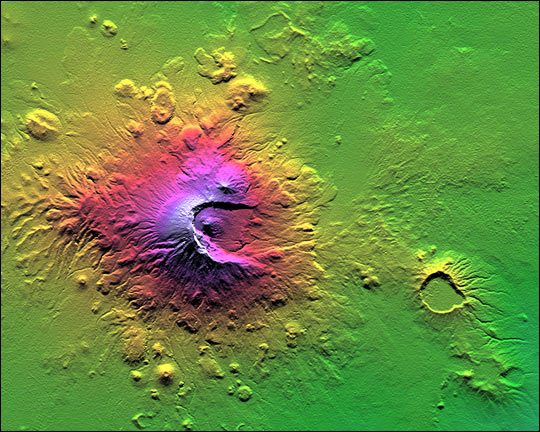
Carte topographique satellite du mont Méru. À droite, le cratère Ngurdoto.

Culminant à 4 565 mètres d'altitude et surplombant les terres environnantes de plus de 3 000 mètres de dénivelé, le mont Méru se présente sous la forme d'un stratovolcan dont les versants nord, ouest et sud sont formés de pentes relativement régulières. Le centre du volcan et son versant est forment quant à eux une immense caldeira de cinq kilomètres de diamètre délimitée par une falaise en forme de fer à cheval et dont les plus hautes parois atteignent 1 500 mètres de hauteur. Le sommet du mont Méru est d'ailleurs constitué de l'un de ces rebords de la caldeira qui abrite en son centre un cône de cendres et de tephras formé au cours des dernières éruptions et entouré par des coulées de lave qui ont recouvert la majorité du fond de la caldeira.
De nombreux cônes volcaniques se trouvent sur l'ensemble des flancs et à ses pieds et un maar (cratère volcanique) se situe au pied du volcan au nord.
Des antécimes se trouvent sur les flancs du volcan dont :
- Little Meru, culminant à 3 795 mètres d'altitude[3], surplombe le refuge de Saddle Hut ;
- Rhino Point, culminant à 3 800 mètres d'altitude, est situé sur le chemin de l'ascension finale et dont le nom provient des restes d'ossements de rhinocéros qui s'y trouvent.

## Histoire éruptive

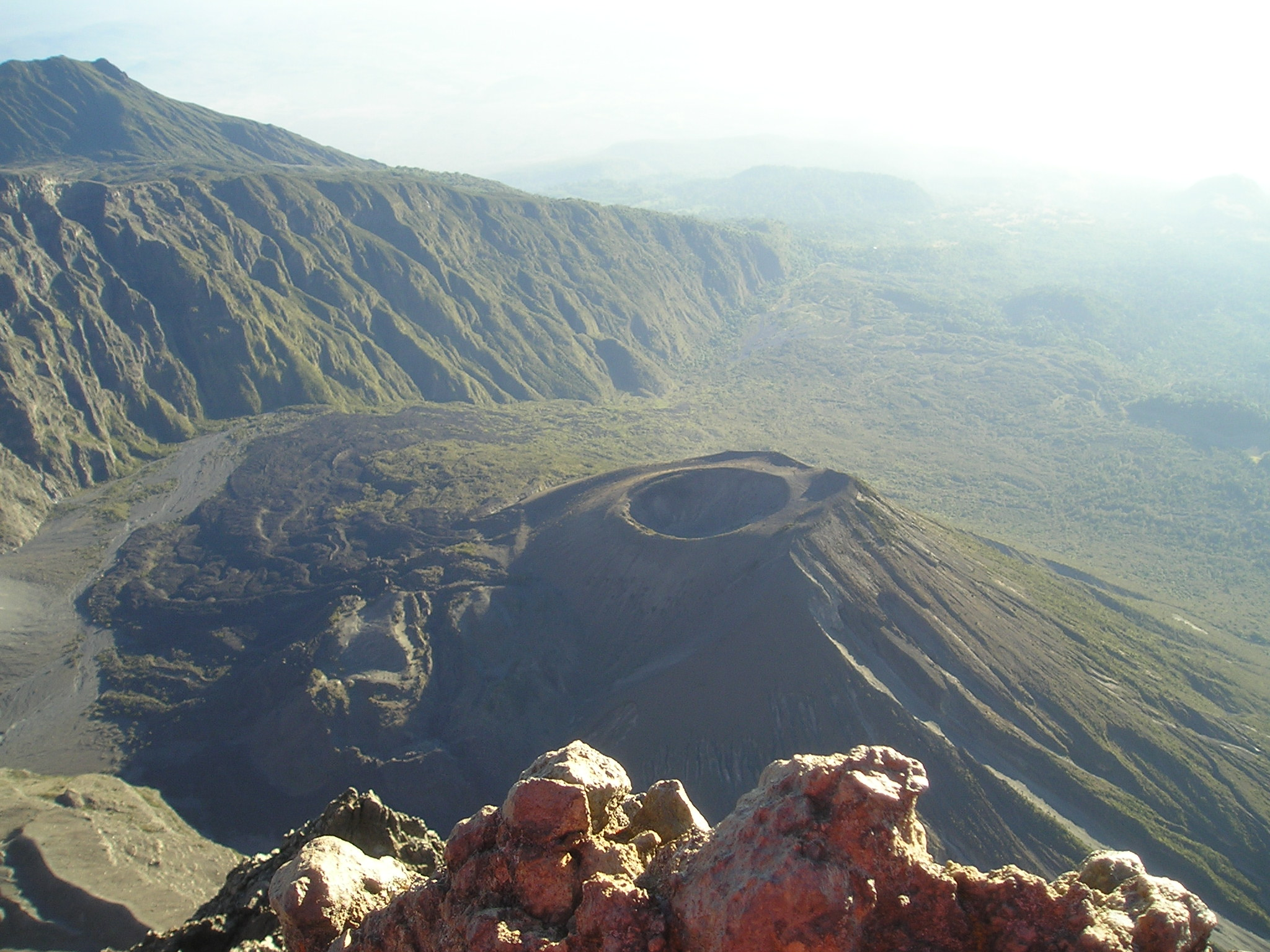
Le cône de cendres de la caldeira vu depuis le sommet.

Le mont Méru avait une forme conique régulière avant que la caldeira actuelle ne se forme il y a 7 800 ans au cours d'un gigantesque effondrement du sommet du volcan.
D'autres éruptions se sont certainement produites après cette gigantesque éruption mais elles ne sont connues qu'à partir de 1878 où une éruption engendre dans la caldeira explosions et coulées de lave émises depuis le nord-ouest du cône de cendre situé en son centre. Au même lieu d'émission sortent de nouvelles coulées de lave en 1886. La dernière éruption, qui se déroule entre le 26 octobre et le 22 décembre 1910, n'émet quant à elle pas de coulées de lave mais engendre des explosions au sommet du cône de cendres de la caldeira.
Depuis, le mont Méru n'a plus connu d'éruption mais il est néanmoins considéré comme actif.
Des fumerolles ont été observées fin 2014, début 2015, laissant penser qu’il est toujours effectivement actif.

## Faune et flore
Abondamment arrosé, le massif du mont Méru est un îlot de végétation relativement luxuriante et le refuge de nombreux animaux sauvages (girafes, buffles, zèbres, singes colobes, etc). Il est d'ailleurs possible de faire des safaris photos dans le parc national d'Arusha qui l'englobe.

## Ascension

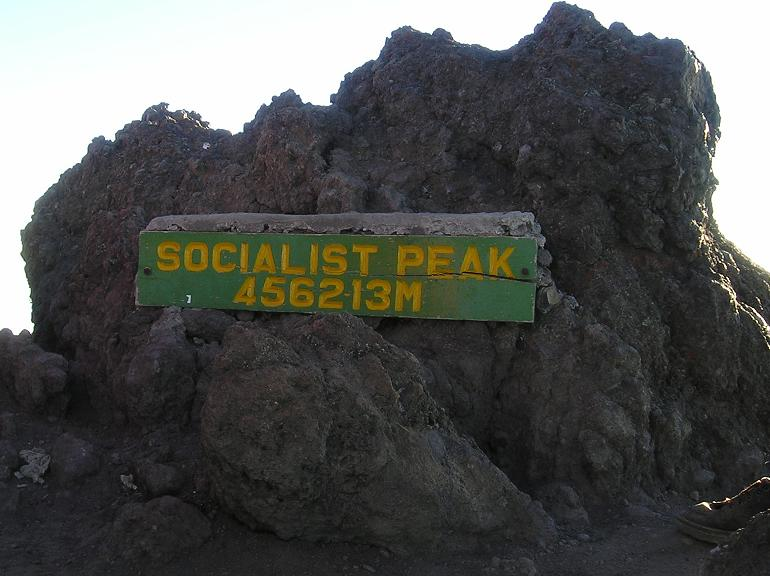
Pancarte marquant le sommet.

Le sommet du mont Méru est accessible à tout bon marcheur au terme d'une ascension de trois jours. L'altitude du sommet et la raideur de ses pentes en font souvent une mise en jambe idéale pour les randonneurs qui veulent tenter par la suite l'ascension du Kilimandjaro. Le mont Méru possède néanmoins une certaine difficulté liée à la longueur de l'ascension, à l'altitude et au climat froid qui règne au sommet qui peuvent entrainer un épuisement, un mal des montagnes ou une hypothermie si l'équipement est inadéquat et que l'on a surestimé ses capacités.
Son ascension se déroule en plusieurs étapes marquées par des nuits en refuges : Miriakamba Hut à 2 500 mètres d'altitude et Saddle Hut à 3 600 mètres d'altitude. L'accompagnement par un ranger du parc national d'Arusha armé d'un fusil est obligatoire afin de prévenir les attaques des animaux sauvages (léopards, buffles chargeant s'ils se sentent en danger, etc.) De nombreux groupes de randonneurs font également appel à des guides et des porteurs. L'important dénivelé permet la traversée de paysages variés : clairières peuplées d'animaux sauvages vers 2 000 mètres d'altitude, forêt plus dense et humide vers 3 000 mètres d'altitude puis décor lunaire de rocailles et de cendres au-dessus de 4 000 mètres d'altitude.
Le sommet du mont Méru offre un panorama apprécié notamment au petit matin, le soleil se levant sur le Kilimandjaro situé à quelques dizaines de kilomètres à l'est. Son atteinte donne droit à un certificat remis à la porte d'entrée du parc le dernier jour, au retour de l'ascension.